# Paul Vogler

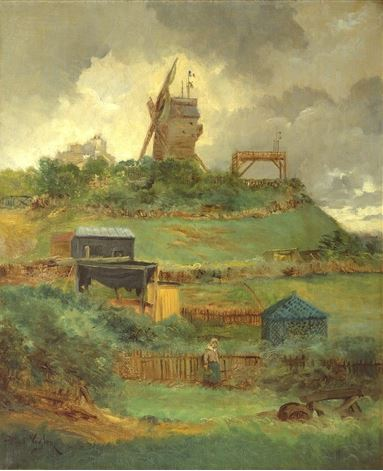
Moara de la Galette, pictură a lui Paul Vogler

Paul Vogler (n. 1852, Paris, Île-de-France, Franța – d. decembrie 1904, Verneuil-sur-Avre, Haute-Normandie, Franța) a fost un pictor francez în stil impresionist, cunoscut mai ales pentru peisajele sale.

## Biografie
Inițial a fost autodidact și a realizat lucrări decorative. Mai târziu, a reușit să-și perfecționeze tehnica când Alfred Sisley l-a cunoscut, i-a devenit mentor și a avut o influență majoră asupra stilului său. A pictat mai ales peisaje din Le Midi⁠(d), Bretania, Oise și zonele rurale din jurul Parisului; în diferite anotimpuri și momente ale zilei pentru a surprinde variațiile efectelor luminii.
Datorită sfaturilor și îndemnurilor sale, Le Barc de Boutteville⁠(d), comercianți de artă clasică, au devenit interesați de pictorii contemporani și au început să le ofere lucrările în 1891. În 1893, la comanda poetul Tola Dorian, a pictat decorurile pentru Pelléas et Mélisande de Maurice Maeterlinck, într-o producție de Lugné-Poe⁠(d). În 1899, a avut cea mai mare expoziție la galeria lui Ambroise Vollard⁠(d).
În ciuda succesului său, a fost aparent destul de risipitor și a murit sărac.
Una dintre lucrările sale, „Aleea de lângă un orășel”, a fost atribuită în mod eronat lui Sisley din cauza unei semnături falsificate. Semnătura originală a fost descoperită în 2016, în timpul unei restaurări la Kunsthalle Bremen⁠(d). Pictura fusese în posesia pastorului Johann Friedrich Lahmann (1858-1937) și a fost donată muzeului când acesta a murit. Suspiciunile au apărut când s-a remarcat că pictura nu era listată în catalogul raisonné al lui Sisley.